# 베타 병풍

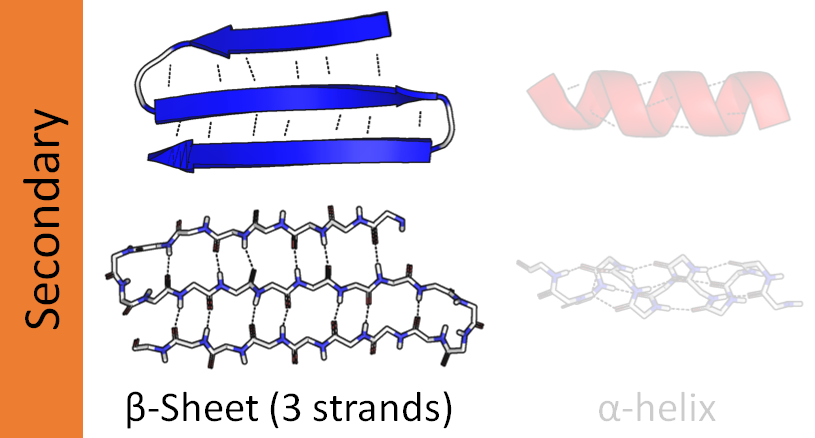

베타 병풍(β-sheet, 베타 입체주름형태, 베타 시트)은 단백질 사슬이 만드는 단백질의 2차 구조이다. 수소결합을 통해 만들어진다.

## 구조
인접한 폴리펩타이드 사슬의 방향(N말단에서 C말단으로의 폴리펩타이드 사슬의 방향)에 따라 같은 방향인 평행(parallel) 또는 반대 방향인 역평행(antiparallel) 베타 구조로 구별된다. 두 구조의 반복 간격은 다소 차이가 나는데 평행한 배열은 6.5 Å인데 비해 역평행한 배열은 7 Å로 평행한 배열의 구조가 짧고 수소결합의 양상도 복잡하다.
역평행한 배열에서는 각 아미노산의 아민기와 카복실기가 인접한 사슬의 짝이 되는 아미노산의 아민기와 카복실기에 각각 수소결합으로 연결되어 있다. 이에 비해 평행한 배열에서는 한 아미노산의 아민기는 인접한 아미노산의 카복실기와 수소결합을 하는데 반해 카복실기는 사슬의 방향을 따라 두 개의 잔기만큼 더 앞에 위치해 있는 아미노산의 아민기와 수소결합을 하고 있다.
이러한 방식으로 결합을 하게 되면 마치 병풍(시트)처럼 넓게 펼쳐진 모양을 띄기 때문에 베타 병풍이라는 이름이 붙었다.

## 역사
1930년대 말 라이너스 폴링(Linus Pauling, 1901-1994)과 로버트 코리(Robert Corey, 1897-1971)는 폴리펩타이드 사슬의 알파 나선 구조에 이어 두 번째로 반복 구조인 베타 병풍구조를 예측했다.

## 활용
베타 병풍구조는 구상 단백질(globular protein)과 섬유상 단백질(fibrous protein)에서 모두 발견된다. 알파 나선 구조와 비교하면 더 부드럽고 유연한 성질을 보이며, 특히 실크를 구성하는 단백질인 파이브로인(fibroin)의 주요 구조이다. 또한 베타 통형 구조 등의 생화학적 구조물을 만드는데 영향을 준다.

## 같이 보기
- 단백질의 2차 구조
- 알파 나선